# Ölbergkapelle (Altdorf)

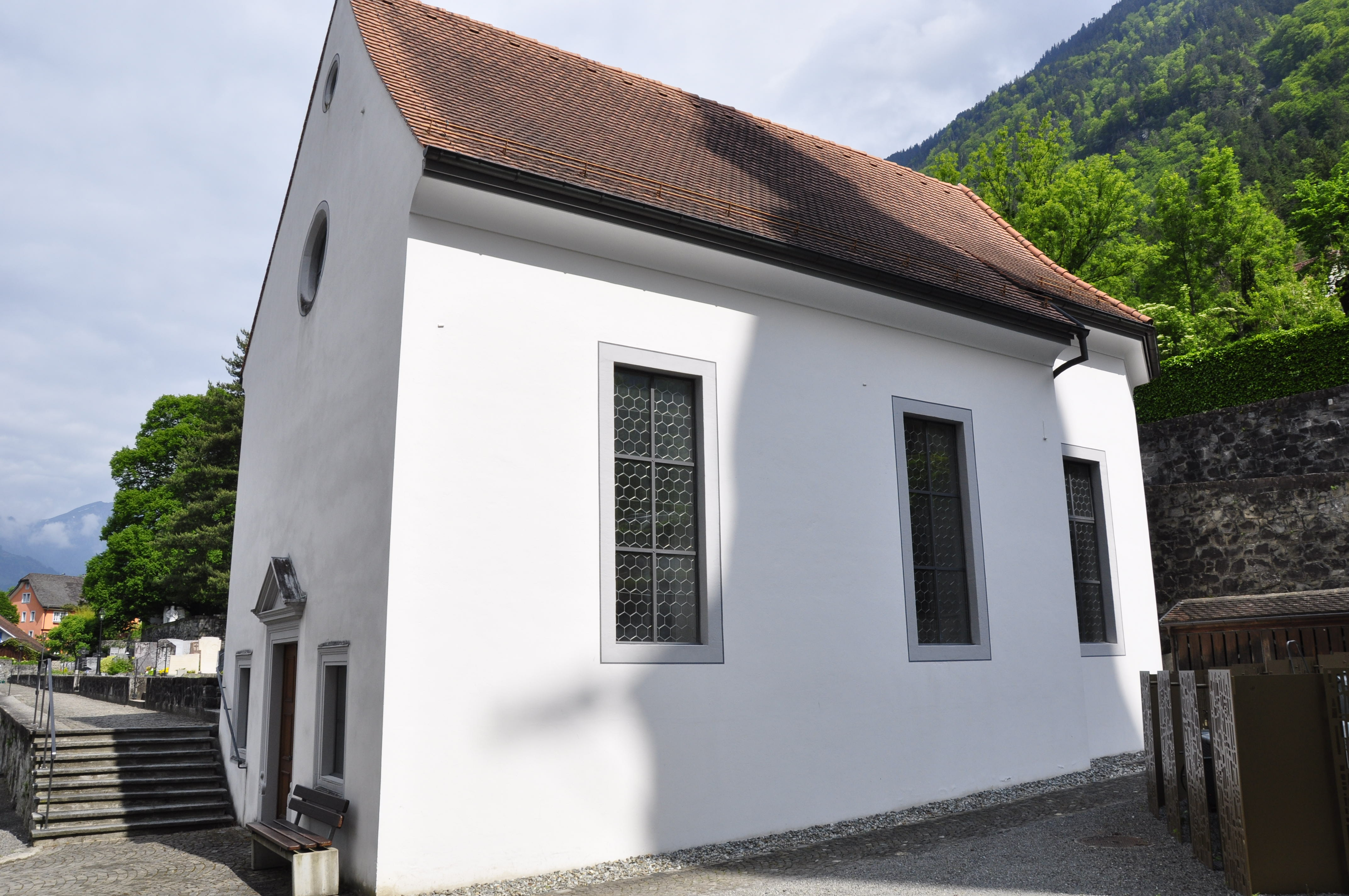
Ölbergkapelle

Die Ölbergkapelle ist eine römisch-katholische Kapelle in Altdorf im Kanton Uri. Das in den Jahren 1656/57 errichtete frühbarocke Gebäude steht hinter der nördlichen, bergseitigen Fassade der Pfarrkirche St. Martin und ist als Kulturgut von regionaler Bedeutung eingestuft. Der Altdorfer Kirchenbezirk umfasst auch den Friedhof und die Beinhauskapelle St. Anna vor der Pfarrkirche.
Mit der Ölbergkapelle wurde die sechs Jahrzehnte zuvor begonnene Erneuerung des Kirchenbezirks abgeschlossen. Das Gebäude ist von Südwest nach Nordost ausgerichtet und ist dem hintersten Kirchenaufgang zugewendet. Der dreiseitig schliessende Chor und das Langhaus besitzen ein Tonnengewölbe. Das von Antonio Busca gemalte Altarblatt des auf 1658 datierten Altars stellt eine Ölbergszene dar. Ebenfalls von Busca stammen drei Wandbilder (letztes Abendmahl, Gefangennahme Christi und Christus vor Kaiphas). Dieses Ensemble ist eines der frühesten Beispiele gemalter Ölbergszenen. Links vom Eingang steht das skulptierte Hochgrab des 1546 verstorbenen Eremiten Niklaus Zwyer.